# Isla Hermano del Medio
La isla Hermano del Medio (en inglés: Middle Brother Island) también conocida como Île du milieu, es una isla de coral de 8 hectáreas en el atolón del Banco Gran Chagos del archipiélago de Chagos. Es una de las tres islas en el grupo de tres hermanos en el lado oeste del atolón, y forma parte de la reserva natural estricta del archipiélago de Chagos. Se ha identificado como un Área Importante para las Aves por la organización BirdLife International debido a su importancia como sitio de cría para las aves marinas, sobre todo de golondrinas de mar Onychoprion fuscatus de las cuales 12.500 parejas se registraron en un estudio de 2004.